# Jüdischer Friedhof (Bornich)

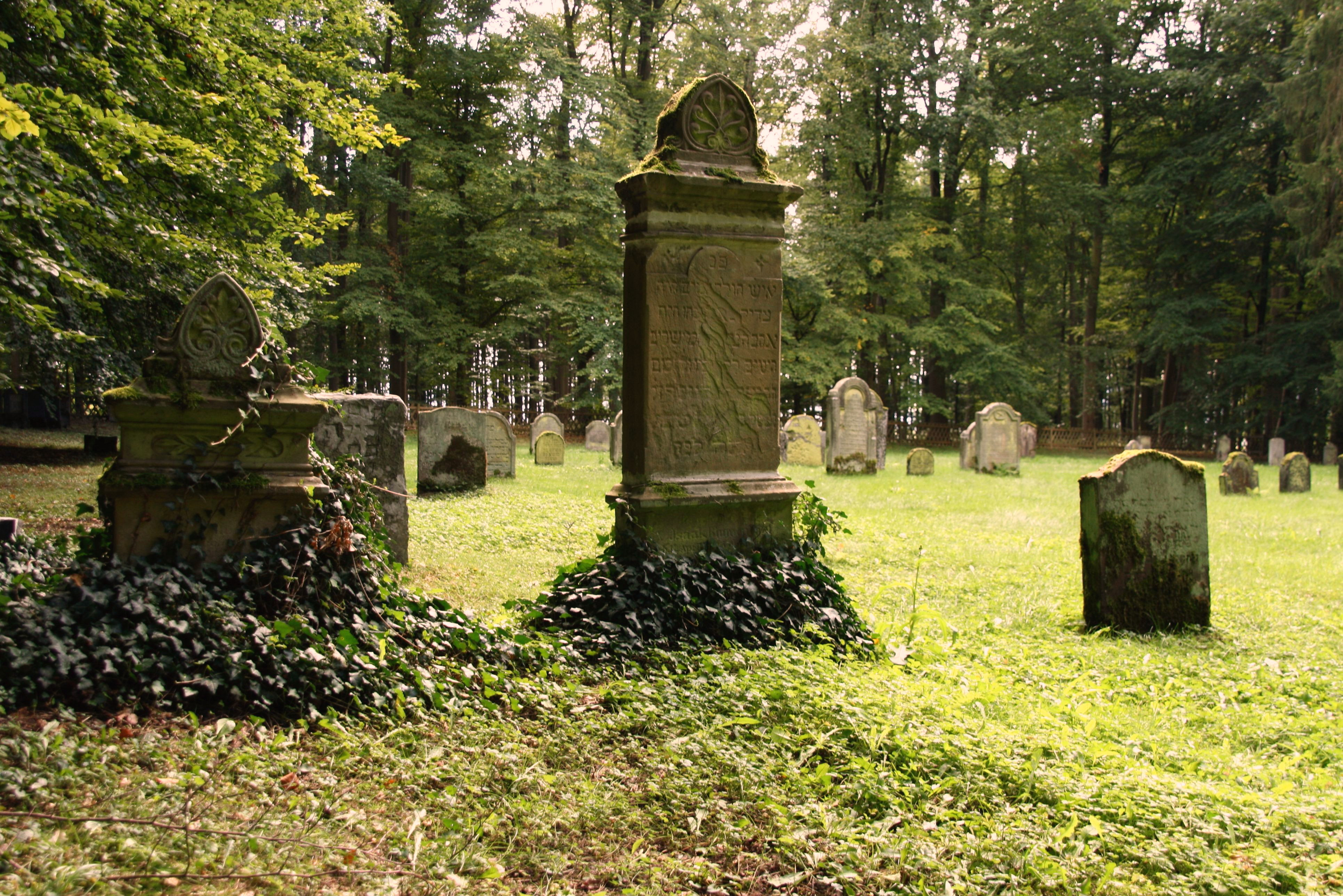
Jüdischer Friedhof Bornich

Der Jüdische Friedhof von Bornich im Rhein-Lahn-Kreis (Rheinland-Pfalz) befindet sich auf einer Lichtung im Haushecker Wald an der Grenze der Bornicher Gemarkung nach Reichenberg und Reitzenhain.

## Geschichte
Der Friedhof von Bornich war der gemeinsame Friedhof für die rechtsrheinischen jüdischen Gemeinden von Bornich, Bogel, Ruppertshofen, St. Goarshausen und Welterod sowie für die linksrheinischen Gemeinden St. Goar und Werlau.

## Beschreibung
Der Friedhof bildet ein Rechteck von über 3.000 m² und ist umschlossen von einem Zaun sowie einem tiefen Graben. Über einen Übergang gelangt man zum Haupttor, das von zwei Sandsteinpfosten flankiert wird. Auf beiden Pfosten ist die Jahreszahl 1887 zu lesen, wobei auf einem Grabstein die Jahreszahl 1724 entziffert werden konnte. Etwa 80 Steine sind erhalten, die neben den hebräischen zum Teil auch deutsche Inschriften aufweisen. Alle Steine sind aufgerichtet und befinden sich in gutem Zustand, das ganze Friedhofsgelände ist sehr gepflegt.